# ハロー!ホリデー
『ハロー!ホリデー』は宝塚歌劇団の舞台作品。雪組公演。
併演作品は『春風の招待』。

## 解説
※『宝塚歌劇100年史（舞台編）』の宝塚大劇場公演のページを参照
明日への休日を楽しみにする人、休日の思い出を思い出す人、一人でイライラして休日を過ごす人、祭りの日の狂躁に夢を描く人・・・等。"ホリデー"という言葉から思いつく様々な人々のイメージを各景のテーマにしたレビュー作品。

## 公演期間と公演場所
- 1979年1月1日 - 2月13日[2]　宝塚大劇場
- 1979年4月1日 - 4月30日[3]　東京宝塚劇場

## 宝塚大劇場公演のデータ
形式名は「ミュージカル・レビュー」。12場。

### スタッフ
- 作・演出：横澤英雄[2]
- 音楽[4]：高井良純、前田憲男
- 音楽指揮：橋本和明[4]
- 振付[4]：山田卓、朱里みさを、中川久美、羽山紀代美
- 装置：石浜日出雄[4]
- 衣装：静間潮太郎[4]
- 照明：今井直次[5]
- 音響：松永浩志[5]
- 小道具：万波一重[5]
- 効果：坂上勲[5]
- 演出助手[5]：村上信夫、中村暁
- 制作：橋本雅夫[5]